# Василівка Друга
Васи́лівка Друга — село в Україні, у Барвінківській міській громаді Ізюмського району Харківської області. Населення становить 368 осіб. До 2020 орган місцевого самоврядування — Гусарівська сільська рада.

## Географія
Село Василівка Друга знаходиться на правому березі річки Бичок в місці її впадіння в річку Сухий Торець. На річці Бичок гребля і Василівське водосховище (~ 90 га), на протилежному березі розташоване село Василівка Перша, поруч залізно-дорожня станція Некременко.

## Історія
12 червня 2020 року, відповідно до Розпорядження Кабінету Міністрів України  № 725-р «Про визначення адміністративних центрів та затвердження територій територіальних громад Харківської області», увійшло до складу Барвінківської міської територіальної громади.
19 липня 2020 року, в результаті адміністративно-територіальної реформи та ліквідації Барвінківського району, село увійшло до складу Ізюмського району.

## Економіка
В селі є молочно-товарна ферма, машинно-тракторні майстерні.

## Культура
Будинок культури

## Інтернет-посилання
- Погода в селі Гусарівка [Архівовано 23 березня 2016 у Wayback Machine.]